# Liste der Baudenkmale in Heideblick
In der Liste der Baudenkmale in Heideblick sind alle Baudenkmale der brandenburgischen Gemeinde Heideblick aufgelistet. Grundlage ist die Veröffentlichung der Landesdenkmalliste mit dem Stand vom 1. Januar 2025. Die Bodendenkmale sind in der Liste der Bodendenkmale in Heideblick aufgeführt.

## Baudenkmale in den Ortsteilen
In den Spalten befinden sich folgende Informationen:
- ID-Nr.: Die Nummer wird vom Brandenburgischen Landesamt für Denkmalpflege vergeben. Ein Link hinter der Nummer führt zum Eintrag über das Denkmal in der Denkmaldatenbank. In dieser Spalte kann sich zusätzlich das Wort Wikidata befinden, der entsprechende Link führt zu Angaben zu diesem Denkmal bei Wikidata.
- Lage: die Adresse des Denkmales und die geographischen Koordinaten. Link zu einem Kartenansichtstool, um Koordinaten zu setzen. In der Kartenansicht sind Denkmale ohne Koordinaten mit einem roten beziehungsweise orangen Marker dargestellt und können in der Karte gesetzt werden. Denkmale ohne Bild sind mit einem blauen bzw. roten Marker gekennzeichnet, Denkmale mit Bild mit einem grünen beziehungsweise orangen Marker.
- Bezeichnung: Bezeichnung in den offiziellen Listen des Brandenburgischen Landesamtes für Denkmalpflege. Ein Link hinter der Bezeichnung führt zum Wikipedia-Artikel über das Denkmal.
- Beschreibung: die Beschreibung des Denkmales
- Bild: ein Bild des Denkmales und gegebenenfalls einen Link zu weiteren Fotos des Baudenkmals im Medienarchiv Wikimedia Commons

### Beesdau
| ID-Nr.                           | Lage                                   | Bezeichnung | Beschreibung | Bild                                                                                       |
| -------------------------------- | -------------------------------------- | --- | --- | ------------------------------------------------------------------------------------------ |
| 09140053                         | Straße der Einheit 9a (Lage)           | Dorfkirche | Die evangelische Kirche stammt aus dem Anfang des 14. Jahrhunderts. Anfang des 16. Jahrhunderts wurde die Kirche erneuert. Im Jahre 1869 wurde die Vorhalle im Süden angefügt. Das Innere wurde in der zweiten Hälfte des 16. Jahrhunderts zur Memorialkirche der Familie von Polenz eingerichtet. So befinden sich mehrere Epitaphien der Familie von Polenz in der Kirche. | weitere Bilder                                                                             |
| 09140338                         | Straße der Einheit 47 (Lage)           | Herrenhaus mit Park und Wirtschaftshof, bestehend aus Nutz- und Freiflächen einschließlich des Rondells mit historischem Baumbestand, Sattlerei/Remise, Schmiede, Verwalterhaus, Pferdestall mit Kornböden und Saatgutreinigungsmaschine, Jungviehstall, Schaf-/späterem Schweinestall, Scheune, Rinderstall mit den erhaltenen Teilen der angrenzenden Scheune sowie der Gärtnerei mit Gewächshäusern, Anzuchtflächen, Einfriedungen und Heizhaus | Das ehemalige Schloss stammt im Ursprung aus dem 15./16. Jahrhundert. Im 19. Jahrhundert wurde das Schloss umfangreich umgebaut und erneut. | weitere Bilder                                                                             |
| 09141119 Teilobjekt zu: 09140338 | Straße der Einheit 47 (Lage)           | Wirtschaftshof | | BW                                                                                         |
| 09141121 Teilobjekt zu: 09140338 | Straße der Einheit 47 ()               | Remise | | ein Bild hochladen                                                                         |
| 09141122 Teilobjekt zu: 09140338 | Straße der Einheit 47 ()               | Schmiede | | ein Bild hochladen                                                                         |
| 09140888 Teilobjekt zu: 09140338 | Straße der Einheit 47 ()               | Inspektorenhaus | | ein Bild hochladen                                                                         |
| 09140889 Teilobjekt zu: 09140338 | Straße der Einheit 47 ()               | Stall | | ein Bild hochladen                                                                         |
| 09140890 Teilobjekt zu: 09140338 | Straße der Einheit 47 ()               | Stall | | ein Bild hochladen                                                                         |
| 09140891 Teilobjekt zu: 09140338 | Straße der Einheit 47 ()               | Stall | | ein Bild hochladen                                                                         |
| 09140892 Teilobjekt zu: 09140338 | Straße der Einheit 47 ()               | Scheune | | ein Bild hochladen                                                                         |
| 09140893 Teilobjekt zu: 09140338 | Straße der Einheit 47 ()               | Stall | Der Rinderstall steht an der Südostseite des Wirtschaftshofes. Es ist ein zweigeschossige Gebäude mit einem Satteldach und wurde um 1900 erbaut. | ein Bild hochladen                                                                         |
| 09141120 Teilobjekt zu: 09140338 | Straße der Einheit 47 ()               | Gärtnerei | Die Gärtnerei liegt nördlich des Gutshofes an der von Beesdau nach Goßmar führenden Straße. | ein Bild hochladen                                                                         |
| 09140894 Teilobjekt zu: 09140338 | Straße der Einheit 47 (Lage)           | Gutspark | Der Gutspark liegt wie die Gärtnerei nördlich des Gutshofes an der von Beesdau nach Goßmar führenden Straße. | BW                                                                                         |
| 09140049                         | Beesdau Straße der Freundschaft (Lage) | Grabstätte Johann Gottlieb Koppe (1782–1863) und Eisenkunstgussumzäunung, auf dem Friedhof | | Grabstätte Johann Gottlieb Koppe (1782–1863) und Eisenkunstgussumzäunung, auf dem Friedhof |

### Bornsdorf
| ID-Nr.                           | Lage                         | Bezeichnung | Beschreibung                                                                                   | Bild           |
| -------------------------------- | ---------------------------- | --- | ---------------------------------------------------------------------------------------------- | -------------- |
| 09140059                         | (Lage)                       | Dorfkirche |                                                                                                | weitere Bilder |
| 09140060                         | Bornsdorf Siedlung (Lage)    | Rundturm, erhaltene Fundamente, Kelleranlagen, Teile des aufgehenden Mauerwerks und Wappenkartusche des ehemaligen „Schlosses“ Bornsdorf sowie der dazugehörige Park einschließlich der nördlich und westlich begrenzenden Wege |                                                                                                | weitere Bilder |
| 09141018 Teilobjekt zu: 09140060 | Bornsdorf Siedlung (Lage)    | Burgturm |                                                                                                | Burgturm       |
| 09141019 Teilobjekt zu: 09140060 | Bornsdorf Siedlung (Lage)    | Allianzwappen | Das Wappen befindet sich in der Kirche.                                                        | BW             |
| 09141020 Teilobjekt zu: 09140060 | Bornsdorf Siedlung (Lage)    | Parkanlage |                                                                                                | BW             |
| 09140061                         | (Lage)                       | Wolfsstein, B 96, km 263,8, zwischen Riedebeck und Bornsdorf | Datiert auf 1880/1900. Die Inschrift lautet: Hier wurde am / 10. April 1781 / ein Wolf erlegt. | weitere Bilder |
| 09140927                         | Luckauer Chaussee 2 a (Lage) | Kirchenruine (Wüste Kirche), auf dem Friedhof |                                                                                                | weitere Bilder |

### Falkenberg
| ID-Nr.            | Lage                 | Bezeichnung | Beschreibung | Bild           |
| ----------------- | -------------------- | --- | --- | -------------- |
| 09140082 Wikidata | (Lage)               | Dorfkirche mit „Türkengrab“ in der Kirchenvorhalle                                                                              | | weitere Bilder |
| 09140557          | Falkenberg 7 (Lage)  | Gutshaus | | Gutshaus       |
| 09140083 Wikidata | Falkenberg 43 (Lage) | Bockwindmühle Falkenberg, siehe „Alle im Kreisgebiet des ehemaligen Kreises Luckau vorhandenen Windmühlen und Windmühlenrümpfe“ | Allgemein steht in der Denkmalliste, dass „Alle im Kreisgebiet des ehemaligen Kreises Luckau vorhandenen Windmühlen und Windmühlenrümpfe“ denkmalgeschützt sind, so auch die Bockwindmühle Falkenberg. | weitere Bilder |

### Gehren
| ID-Nr.                           | Lage                        | Bezeichnung | Beschreibung | Bild |
| -------------------------------- | --------------------------- | --- | --- | --- |
| 09140091 Wikidata                | (Lage)                      | Dorfkirche | Die klassizistische Saalkirche wurde in den Jahren 1823 bis 1825 errichtet. In ihrem Innern steht unter anderem eine Kanzel, die im Dehio-Handbuch als „ungewöhnlich hoch“ bezeichnet wird. | weitere Bilder |
| 09140042                         | Gehren Bergstraße 23 (Lage) | Ehemaliger Landsitz „Schloss Gehren“, bestehend aus Haupthaus mit Mühlengebäude, zwei Neben- und einem Wirtschaftsgebäude, Umfassungsmauer, den Baulichkeiten der Eingangsbereiche sowie der Freiflächengestaltung und dem Park einschließlich der zum Kultursaal ausgebauten Scheune in Kubatur und Lage, ohne Bettenhausneubau | | Ehemaliger Landsitz „Schloss Gehren“, bestehend aus Haupthaus mit Mühlengebäude, zwei Neben- und einem Wirtschaftsgebäude, Umfassungsmauer, den Baulichkeiten der Eingangsbereiche sowie der Freiflächengestaltung und dem Park einschließlich der zum Kultursaal ausgebauten Scheune in Kubatur und Lage, ohne Bettenhausneubau |
| 09141006 Teilobjekt zu: 09140042 | Gehren Bergstraße 23 (Lage) | Landhaus | | BW |
| 09141007 Teilobjekt zu: 09140042 | Gehren Bergstraße 23 (Lage) | Wassermühle | | BW |
| 09141008 Teilobjekt zu: 09140042 | Gehren Bergstraße 23 ()     | Wohnhaus | Das Wohnhaus befindet sich östlich des Landhauses, der Giebel ist zum Zufahrtsweg ausgerichtet.                                                                                             | ein Bild hochladen |
| 09141009 Teilobjekt zu: 09140042 | Gehren Bergstraße 23 ()     | Wohnhaus | Das Wohnhaus befindet sich östlich des Landhauses im nördlichen Hofbereich. | ein Bild hochladen |
| 09140837 Teilobjekt zu: 09140042 | Gehren Bergstraße 23 ()     | Stall | | ein Bild hochladen |
| 09140838 Teilobjekt zu: 09140042 | Gehren Bergstraße 23 ()     | Scheune | Die Scheune steht an der Zufahrt. | ein Bild hochladen |
| 09140840 Teilobjekt zu: 09140042 | Gehren Bergstraße 23 (Lage) | Villengarten | | BW |
| 09140092                         | Gehren Bergstraße 26 (Lage) | Teiselsmühle, bestehend aus Mühlengebäude und wasserbaulichen Anlagen: Mühlenteich mit Ein- und Auslauf, Umgehungsgerinne, Mühlenbach mit Zulauf zum einstigen Wasserrad und dessen Einfassungsbecken | | [[Vorlage:Bilderwunsch/code!/C:51.798919,13.630873!/D:Gehren Bergstraße 26, Teiselsmühle, bestehend aus Mühlengebäude und wasserbaulichen Anlagen: Mühlenteich mit Ein- und Auslauf, Umgehungsgerinne, Mühlenbach mit Zulauf zum einstigen Wasserrad und dessen Einfassungsbecken!/\|BW]]                                        |

### Goßmar
| ID-Nr.            | Lage            | Bezeichnung       | Beschreibung | Bild           |
| ----------------- | --------------- | ----------------- | ------------ | -------------- |
| 09140500 Wikidata | (Lage)          | Dorfkirche        |              | weitere Bilder |
| 09140431          | Goßmar 9 (Lage) | Durchfahrtscheune |              | BW             |

### Langengrassau
| ID-Nr.                           | Lage                               | Bezeichnung | Beschreibung | Bild |
| -------------------------------- | ---------------------------------- | --- | --- | --- |
| 09140521                         | (Lage)                             | Bockwindmühle, siehe „Alle im Kreisgebiet des ehemaligen Kreises Luckau vorhandenen Windmühlen und Windmühlenrümpfe“ | Allgemein steht in der Denkmalliste, dass „Alle im Kreisgebiet des ehemaligen Kreises Luckau vorhandenen Windmühlen und Windmühlenrümpfe“ denkmalgeschützt sind. | Bockwindmühle, siehe „Alle im Kreisgebiet des ehemaligen Kreises Luckau vorhandenen Windmühlen und Windmühlenrümpfe“ |
| 09140868                         | Langengrassau Dorfstraße (Lage)    | Kriegerdenkmal | | Kriegerdenkmal |
| 09140860                         | Langengrassau Friedensweg (Lage)   | Scheune | | Scheune |
| 09140142                         | Langengrassau Dorfstraße 1 (Lage)  | Fachwerkhaus | | Fachwerkhaus |
| 09140403                         | Langengrassau Dorfstraße 34 (Lage) | Hofanlage, bestehend aus Wohnstallspeicherhaus, Stallgebäude mit Backofen und Scheune                                | | Hofanlage, bestehend aus Wohnstallspeicherhaus, Stallgebäude mit Backofen und Scheune                                |
| 09141160 Teilobjekt zu: 09140403 | Langengrassau Dorfstraße 34 (Lage) | Stall | | BW |
| 09140634 Teilobjekt zu: 09140403 | Langengrassau Dorfstraße 34 (Lage) | Scheune | | BW |
| 09140141 Wikidata                | Langengrassau Kirchstraße 1 (Lage) | Dorfkirche | | weitere Bilder |
| 09140858 Teilobjekt zu: 09140141 | Langengrassau Kirchstraße 1 (Lage) | Orgel | | BW |
| 09140361                         | Langengrassau Kirchstraße 1 (Lage) | Stallgebäude des Pfarrhofs                                                                                           | | Stallgebäude des Pfarrhofs                                                                                           |
| 09140143                         | Langengrassau Schulplatz 1 (Lage)  | Zentralschule mit separatem Hausmeisterwohnhaus einschließlich der umgebenden Freiflächen und des Schulhofes         | | Zentralschule mit separatem Hausmeisterwohnhaus einschließlich der umgebenden Freiflächen und des Schulhofes         |
| 09141045 Teilobjekt zu: 09140143 | Langengrassau Schulplatz 1 (Lage)  | Wohnhaus | | BW |
| 09141366                         | Waltersdorfer Straße (Lage)        | Wasserturm (Hydroglobus)                                                                                             | Der Wasserturm wurde ab dem 12. April 2021 abgerissen. | weitere Bilder |

### Pitschen-Pickel
| ID-Nr.                           | Lage                      | Bezeichnung                                     | Beschreibung | Bild           |
| -------------------------------- | ------------------------- | ----------------------------------------------- | --- | -------------- |
| 09140255 Wikidata                | Pitschen-Pickel 85 (Lage) | Dorfkirche mit Kirchhofmauer und Kriegerdenkmal | Die Dorfkirche Pitschen entstand im 15. Jahrhundert. Im Jahre 1675 fügte die Kirchengemeinde eine Patronatsloge an. Im Innern befinden sich ein Kanzelaltar mit einem Aufsatz aus dem Jahr 1684 sowie ein Kanzelkorb von 1725/1726. | weitere Bilder |
| 09140857 Teilobjekt zu: 09140255 | Pitschen-Pickel 85 (Lage) | Kriegerdenkmal                                  | | BW             |

### Riedebeck
| ID-Nr.            | Lage                     | Bezeichnung                                                                     | Beschreibung | Bild                                              |
| ----------------- | ------------------------ | ------------------------------------------------------------------------------- | ------------ | ------------------------------------------------- |
| 09140512 Wikidata | Riedebeck 4 (Lage)       | Dorfkirche mit Kirchhof einschließlich der Einfriedungsmauer mit Kirchhofportal |              | weitere Bilder                                    |
| 09140513          | Riedebeck Kolonie (Lage) | Schwedenstein, zwischen Riedebeck Kolonie 2 und 3                               |              | Schwedenstein, zwischen Riedebeck Kolonie 2 und 3 |

### Schwarzenburg
| ID-Nr.                           | Lage                   | Bezeichnung                                                               | Beschreibung                                      | Bild           |
| -------------------------------- | ---------------------- | ------------------------------------------------------------------------- | ------------------------------------------------- | -------------- |
| 09140354                         | Schwarzenburg 1 (Lage) | Schulhaus mit Kirchenraum und zwei Wirtschaftsgebäuden sowie Glockenstuhl |                                                   | weitere Bilder |
| 09141131 Teilobjekt zu: 09140354 | Schwarzenburg 1 (Lage) | Stall                                                                     |                                                   | Stall          |
| 09141132 Teilobjekt zu: 09140354 | Schwarzenburg 1 (Lage) | Scheune                                                                   |                                                   | Scheune        |
| 09141133 Teilobjekt zu: 09140354 | Schwarzenburg 1 (Lage) | Betsaal                                                                   | Der Betsaal wurde von 1909 bis 1911 erbaut.       | Betsaal        |
| 09141134 Teilobjekt zu: 09140354 | Schwarzenburg 1 (Lage) | Glockenturm                                                               | Der Glockenturm steht westlich vor dem Schulhaus. | Glockenturm    |

### Walddrehna(Serbski Drjenow)
| ID-Nr.                           | Lage                             | Bezeichnung                                                                                 | Beschreibung | Bild                                                                                        |
| -------------------------------- | -------------------------------- | ------------------------------------------------------------------------------------------- | --- | ------------------------------------------------------------------------------------------- |
| 09140297 Wikidata                | Walddrehna Hauptstraße 30 (Lage) | Dorfkirche                                                                                  | Die evangelische Dorfkirche wurde vermutlich im ausgehenden 13. Jahrhundert erbaut. Es ist ein gotischer Saalbau aus Feldstein mit einem außergewöhnlichen, auf zwei Pfeilern stehendem Westturm und einer niedrigen Apsis. Im Inneren befinden sich eine Bretterdecke und eine Westempore. Der Altaraufsatz stammt aus dem Jahr 1747. | weitere Bilder                                                                              |
| 09141111 Teilobjekt zu: 09140297 | Walddrehna Hauptstraße 30 (Lage) | Taufengel                                                                                   | Der Taufengel wurde in der ersten Hälfte des 19. Jahrhunderts gefertigt. | Taufengel                                                                                   |
| 09140876                         | Walddrehna Hauptstraße 33 (Lage) | Wohnhaus (Doppelstubenhaus) mit Pflasterung zum Hauseingang und Stallgebäude sowie Hausbaum | | Wohnhaus (Doppelstubenhaus) mit Pflasterung zum Hauseingang und Stallgebäude sowie Hausbaum |
| 09140877 Teilobjekt zu: 09140876 | Walddrehna Hauptstraße 33 (Lage) | Stall                                                                                       | | Stall                                                                                       |

### Waltersdorf
| ID-Nr.                           | Lage                           | Bezeichnung | Beschreibung | Bild |
| -------------------------------- | ------------------------------ | --- | --- | --- |
| 09140302 Wikidata                | Waltersdorf (Lage)             | Dorfkirche | Der Bau der Kirche wurde in der ersten Hälfte des 13. Jahrhunderts begonnen, in der zweiten Hälfte des 13. Jahrhunderts wurde sie fertig gestellt. Es ist ein spätromanischer Saalbau mit einem eingezogenen Chor und einer Apsis. Erbaut wurde die Kirche aus Raseneisen- und Feldsteinen. Die Hufeisenempore im Inneren stammt aus der ersten Hälfte des 19. Jahrhunderts. An der Südseite des Chores befinden sich Wandmalereien aus der Spätgotik. | weitere Bilder |
| 09140423                         | Waltersdorf 37, 37a–d (Lage)   | Gutsanlage mit Herrenhaus einschließlich Zufahrtsbereich mit Torpfeilern sowie Gutspark mit Pergola und drei Parkplastiken einschließlich Wirtschaftshof in Anlage und Grundriss mit Verwalterhaus, Wasch- und Heizhaus, Pferdestall, Bretterscheune sowie Lage und Grundform (Kubatur) der die westliche Gutshofsseite begrenzenden historischen Wohn- und Wirtschaftsgebäude | Das Gutshaus wurde 1790 erbaut. Es ist ein zweigeschossiger Bau mit elf Achsen und einem Mansardwalmdach. Um 1930 wurde das Gutshaus im Stil des Neubarocks umgebaut. | Gutsanlage mit Herrenhaus einschließlich Zufahrtsbereich mit Torpfeilern sowie Gutspark mit Pergola und drei Parkplastiken einschließlich Wirtschaftshof in Anlage und Grundriss mit Verwalterhaus, Wasch- und Heizhaus, Pferdestall, Bretterscheune sowie Lage und Grundform (Kubatur) der die westliche Gutshofsseite begrenzenden historischen Wohn- und Wirtschaftsgebäude |
| 09140924 Teilobjekt zu: 09140423 | Waltersdorf 37, 37a–d (Lage)   | Herrenhaus | | BW |
| 09141183 Teilobjekt zu: 09140423 | Waltersdorf 37 ()              | Waschhaus | | ein Bild hochladen |
| 09141184 Teilobjekt zu: 09140423 | Waltersdorf 37 a, 37 b (Lage)  | Inspektorenhaus | | BW |
| 09141185 Teilobjekt zu: 09140423 | Waltersdorf 37 ()              | Pferdestall | Der Pferdestall befindet sich östlich des Verwalterhauses. | ein Bild hochladen |
| 09141186 Teilobjekt zu: 09140423 | Waltersdorf 37 d (Lage)        | Wohnhaus / Stall | | BW |
| 09141187 Teilobjekt zu: 09140423 | Waltersdorf 37 ()              | Scheune | | ein Bild hochladen |
| 09141188 Teilobjekt zu: 09140423 | Waltersdorf 37 c (Lage)        | Brennerei / Mühle | | BW |
| 09141189 Teilobjekt zu: 09140423 | Waltersdorf 37 (Lage)          | Gutspark | | BW |
| 09140925 Teilobjekt zu: 09140423 | Waltersdorf 37 ()              | Skulptur | Die Skulptur wurde nach einem Entwurf von Walter Schott erstellt. Dargestellt ist eine Kugelspielerin. | ein Bild hochladen |
| 09140926 Teilobjekt zu: 09140423 | Waltersdorf 37 ()              | Pergola | Die Pergola befindet sich auf der Westseite des Parkes. | ein Bild hochladen |
| 09140486                         | Waltersdorf 37 (Lage)          | Marmorskulptur „Die Kugelspielerin“ von Walter Schott, im Gutspark | Die Kugelspielerin ist ein Hauptwerk von Walter Schott. | weitere Bilder |
| 09140828                         | Waltersdorf 65 (Lage)          | Pfarrhaus | | Pfarrhaus |
| 09140425                         | Waltersdorfer Bahnhof 1 (Lage) | Möbiusmühle mit Mühlenfließ, Wehr und Mühlenteich | | BW |

### Wehnsdorf
| ID-Nr.            | Lage   | Bezeichnung | Beschreibung | Bild           |
| ----------------- | ------ | ----------- | --- | -------------- |
| 09140298 Wikidata | (Lage) | Dorfkirche  | Die Feldsteinkirche entstand im 15. Jahrhundert. Um 1675 vergrößerte die Kirchengemeinde die Fenster und errichtete an der Südseite zwei Anbauten. Im Innern steht unter anderem ein Altarretabel aus der Zeit um 1720/1730. | weitere Bilder |

### Weißack
| ID-Nr.                           | Lage                           | Bezeichnung | Beschreibung                                       | Bild                                                             |
| -------------------------------- | ------------------------------ | --- | -------------------------------------------------- | ---------------------------------------------------------------- |
| 09140303                         | (Lage)                         | Glockenstuhl sowie Epitaph Heinrich von Milen (1618), Epitaph Heinrich Ernst von Carlowitz (1693) und Grabstein Otto von Obernitz aus der abgebrochenen Kirche |                                                    | weitere Bilder                                                   |
| 09141112 Teilobjekt zu: 09140303 | ()                             | Grabmal | Das Grabmal ist gewidmet c. Obernitz.              | ein Bild hochladen                                               |
| 09140740 Teilobjekt zu: 09140303 | ()                             | Epitaph | Das Epitaph ist Heinrich Milen gewidmet.           | ein Bild hochladen                                               |
| 09140741 Teilobjekt zu: 09140303 | ()                             | Epitaph | Das Epitaph ist Heinrich Ernst Carlowitz gewidmet. | ein Bild hochladen                                               |
| 09140300                         | Weißacker Dorfstraße 46 (Lage) | Gutshaus einschließlich des umgebenden ehemaligen Grabengeländes                                                                                               |                                                    | Gutshaus einschließlich des umgebenden ehemaligen Grabengeländes |

### Wüstermarke
| ID-Nr.            | Lage                   | Bezeichnung | Beschreibung | Bild           |
| ----------------- | ---------------------- | ----------- | --- | -------------- |
| 09140306 Wikidata | Wüstermarke 18a (Lage) | Dorfkirche  | Die evangelische Kirche aus Feldstein stammt aus dem 15. Jahrhundert. Im Jahre 1787 wurde die Kirche umfangreich umgebaut. Der Kanzelaltar stammt aus dem Jahre 1787 (unsicher). | weitere Bilder |